# Tráng sinh Hướng đạo
Ngành Tráng sinh Hướng đạo (Rover Scouting) là một phân ngành của Hướng đạo dành cho thanh niên, và tại một số quốc gia cũng có phụ nữ tham gia. Một nhóm Tráng sinh tương đương với một 'Scout Troop' (một đoàn Thiếu sinh Hướng đạo) thì được gọi là 'crew' trong tiếng Anh (tiếng Việt gọi là Tráng đoàn)
Ngành Tráng bắt đầu vào năm 1922 theo sau sự phát triển của phong trào Hướng đạo, và có ý định là cung cấp một chương trình Hướng đạo dành cho các thanh niên đã trưởng thành ngoài lứa tuổi của ngành Thiếu sinh chính quy. Ngành Tráng nhanh chóng được nhiều tổ chức Hướng đạo quốc gia khắp thế giới áp dụng trong đó có Hướng đạo Việt Nam.
Từ khi ngành Tráng sinh bắt đầu, nó trải qua nhiều thay đổi. Một số tổ chức Hướng đạo quốc gia không còn giữ chương trình Tráng sinh nguyên thủy nhưng đã thay thế nó bởi các chương trình khác. Tuy nhiên cũng còn nhiều tổ chức Hướng đạo vẫn duy trì chương trình ban đầu. Mặc dù có sự khác biệt trong các chương trình nhưng tất cả các tổ chức vẫn tiếp tục cung ứng một chương trình Hướng đạo dành cho thanh niên và đôi khi cho phụ nữ trong lứa tuổi đầu 20.

## Nguyên tắc
Ngành Tráng mang đến các hoạt động thú vị mà kết hợp phát triển cá nhân với phục vụ có ý nghĩa. Một Tráng đoàn tự trị chính mình nhưng thường có một người lớn tuổi hơn làm cố vấn gọi là 'Crew Advisor' hay 'Rover Scout Leader' (Tráng đoàn trưởng). Người sáng lập ra ngành Tráng là Nam tước Robert Baden-Powell đã gọi ngành Tráng là một "brotherhood of open air and service." (Hội thân hữu mở rộng và phục vụ)
Mục tiêu của ngành Tráng là:
- Đem phục vụ đến Phong trào Hướng đạo
- Đem phục vụ đến cộng đồng
- Phát triển cá nhân bằng việc học hỏi thêm nhiều các kỹ năng
- Hưởng được các hoạt động thân hữu, xã hội, ngoài trời và văn hoá

Ngành Tráng cung ứng những kinh nghiệm làm cho cuộc đời phong phú trong những cách sau:
- Đức tính và thông thái
- Thủ công và kỹ năng
- Sức khỏe và cường tráng
- Phục vụ người khác
- Tính công dân tốt

Mỗi một yếu tố này từ đức tính đến phục vụ có thể thấy được trong các hoạt động của Tráng đoàn.
Baden-Powell có ý định rằng ngành Tráng không có giới hạn tuổi tối đa; tuy nhiên sau khi ông mất vào năm 1941, độ tuổi tiêu biểu chuyển sang từ 18 – 25 tuổi. Các tổ chức Hướng đạo truyền thống như Liên hội Hướng đạo sinh Độc lập Thế giới, Hướng đạo sinh Baden-Powell, Hội Tráng sinh Hướng đạo (Rover Explorer Scouts Association), Pathfinder Scouts Association (PSA), The Rover Scouts Association (RSA), và Tráng sinh Hướng đạo Hoa Kỳ tiếp tục vinh danh ý định của người sáng lập bằng cách không giới hạn tuổi tối đa.
"Ngành Tráng Hướng đạo là một sự chuẩn bị vào đời, và cũng là một sự theo đuổi cuộc đời."
- Baden-Powell, 1928.

## Hướng đạo Việt Nam
Lúc mới thành lập, Hướng đạo Việt Nam chỉ có ba ngành là Ấu, Thiếu và Tráng tương đương với ba ngành đầu tiên mà Robert Baden-Powell phát triển. Ngành Tráng nguyên thủy do B-P phát triển không có giới hạn tuổi phần trên, chỉ ghi là từ 18 tuổi trở lên. Xem bảng so sánh dưới đây. 
| Lứa tuổi   | Scouting (Nam Hướng đạo) | Guiding (Nữ Hướng đạo) | Hướng đạo Việt Nam |
| ---------- | ------------------------ | ---------------------- | ------------------ |
| 7 đến 10   | Cub Scout                | Brownie Guide          | Ấu sinh            |
| 11 đến 17  | Boy Scout                | Girl Guide/Scout       | Thiếu sinh         |
| 18 và trên | Rover Scout              | Ranger Guide           | Tráng sinh         |

Nhưng vì có một khoảng cách chênh lệch tuổi khá xa giữa Thiếu và Tráng nên sau này vào tháng 12 năm 1965 Hội nghị Trưởng Hướng đạo Toàn quốc nhóm họp tại Gia Định quyết định lập thêm ngành Kha xem giữa ngành Thiếu và Tráng dành cho lứa tuổi từ 15 đến 18. Hiện tại Hướng đạo Việt Nam có các ngành được ghi dưới đây (trừ Hướng đạo Việt Nam ở Hoa Kỳ có thêm một ngành nhỏ tuổi nữa gọi là ngành Nhi cho các trẻ em dưới 7 tuổi):
- Ấu: từ 7 đến 11 tuổi
- Thiếu: từ 11 đến 15 tuổi
- Thanh (có khi gọi là Kha): từ 15 đến 18 tuổi
- Tráng: từ 18 đến 25 tuổi

Tráng sinh Hướng đạo Việt Nam mang khăn quàng màu đỏ      chỉ lòng hăng say, đầy nhiệt huyết và sự chiến thắng.

## Tráng sinh tại Úc
Tráng sinh Úc bao gồm các thanh niên và phụ nữ tuổi từ 17 đến 25. Nó có thể là một ngành nhỏ của Hội Hướng đạo Úc, nhưng nó cung cấp một nguồn hỗ trợ huynh trưởng và phục vụ lớn cho hội. Ngành chống lại các mưu toan bãi bỏ nó và biện minh trong bản báo cáo của Ủy ban "Kiểu mẫu cho tương lai" năm 1970 (không như đồng nhiệm Vương quốc Anh giải tán Tráng sinh ngay sau Báo cáo "Advance Party" trong giữa thập niên 1960) nhưng đã hiện đại hóa trong những thập niên sau đó. Ngành Tráng Úc nhận phụ nữ vào năm 1974.
Bước lớn kế tiếp là tự trị xảy ra trong cuối thập niên 1970. Các Tráng sinh chứng tỏ rằng họ có thể tự trị khi các huynh trưởng rút lui ra phía sau để trở thành các Cố vấn Tráng sinh. Các Tráng sinh nhận thử thách và ngành Tráng đã phát triển tốt đẹp.
Các Tráng sinh Úc cung cấp sự phục vụ của mình cho ngành Kha (14 đến 17 tuổi) cũng như các ngành Nhi (Joey Scouts), ngành Ấu (Cub Scout) và ngành Thiếu (Boy Scout). Phục vụ cộng đồng cũng được nhiều chi nhánh Châu Tráng sinh (Branch Rover Councils) ở mỗi tiểu bang và lãnh thổ đánh giá cao và tặng thưởng hàng năm đến các Tráng đoàn đã phục vụ vượt bậc cho cộng đồng và cho Hướng đạo.
Một đặc điển nổi bật khác của ngành Tráng Úc là sự hiện hữu của các Tráng đoàn "đơn lập" tại một số tiểu bang, có thành viên gia nhập từ các vùng nông thôn của nước Úc hay các Tráng sinh không thể làm thành viên của các Tráng đoàn chính quy vì chuyển việc làm hay nhiều lý do khác. Họp mặt được tổ chức qua thư từ liên lạc với cơ hội tụ họp lại với nhau ở một trại Tráng đoàn hàng năm và các hoạt động lớn của Tráng sinh cấp quốc gia hay tiểu bang.
Trại Họp bạn Tráng sinh Quốc gia được tổ chức ba năm một lần tại Úc và lần kế tiếp sẽ được tổ chức gần Sydney trong mùa hè 2007-08 (mùa hè ở Úc là giữa mùa thu và đông ở nhiều nước). Năm 2008, ngành Tráng đã đánh dấu sinh nhật lần thứ 90 cùng với sinh nhật lần thứ 100 năm Hướng đạo tại Úc.

## Tráng sinh tại Canada
Tráng sinh (nam và nữ tuổi từ 18 đến 26) là một phần thuộc chương trình của Hội Hướng đạo Canada. Chương trình Tráng sinh là giai đoạn cuối cùng trong sinh hoạt Hướng đạo Canada sau chương trình Kha sinh (Venture Scout) tuổi từ 14-17. Giống như các chương trình khác của Hội Hướng đạo Canada, ngành Tráng mở cho cả nam và nữ.
Sinh hoạt ngoài trời là một phần thiết yếu của chương trình Tráng sinh. Các Tráng sinh thường tham gia vào các hoạt động thám du như leo núi, đi thuyền vượt thác. Các Tráng sinh cũng giúp các cộng đồng địa phương bằng việc điều hành các hoạt động phục vụ như thu gom thực phẩm cứu đói, dọn dẹp vệ sinh công viên, và trồng cây. Các Tráng sinh họp thành nhóm gọi là "crew" (Tráng đoàn).  Các Tráng sinh phát triển và điều hành chương trình riêng của họ dưới sự chỉ dẫn của một cố vấn có uy tín.  Các Tráng sinh gắn chặt vào một lời hứa và chăm ngôn.

## Tráng sinh tại Vương quốc Anh
Ngành Tráng với tên gọi tiếng Anh là Rover Scouts không còn hoạt động nữa trong Hội Hướng đạo và nó được thay thế bởi chương trình Kha sinh (Venture Scout) nhưng đến lượt chương trình này bị thay thế bởi ngành Kha mới (Explorer Scouts) và ngành Tráng mới (Scout Network). Có các tổ chức Hướng đạo khác (chủ yếu là Hội Hướng đạo Baden-Powell và Hội Tráng sinh Hướng đạo) không liên kết với Tổ chức Phong trào Hướng đạo Thế giới tiếp tục chương trình Tráng sinh nguyên thủy.
Ngành Tráng bắt đầu năm 1918 tại Vương quốc Anh, mười năm sau khi phong trào Hướng đạo khởi sự. Sau khi khởi sự gian nan ban đầu phần nhiều vì hậu quả của Chiến tranh thế giới thứ nhất, chương trình Tráng sinh bắt đầu phát triển.
Vào năm 1931, ngành Tráng đã tự thiết lập rộng khắp thế giới đến tầm mức đã có một Trại Họp bạn Tráng sinh Hướng đạo Thế giới đầu tiên được tổ chức năm 1931 tại Kandersteg, Thụy Sĩ.
Khởi đầu ngành Tráng không có giới hạn tuổi phần trên (từ 18 trở lên). Năm 1956 nó được ấn định tuổi giới hạn là không quá 24 tưổi. Hội Hướng đạo chấm dứt chương trình Tráng sinh nguyên thủy giữa năm 1967 và 1970 và ngành Kha (Venture Scouts) dành cho lứa tuổi 16 đến 21 được giới thiệu. Năm 2003, ngành Kha (Venture Scouts) bị giải tán và được thay thế bởi ngành Kha mới (Explorer Scouts) cho lứa tuổi từ 14 đến 18 và ngành Tráng mới (Scout Network) cho lứa tuổi từ 18 đến 25

## Tráng sinh tại Hoa Kỳ

### Lúc ban đầu
Tại Hoa Kỳ, ngành Tráng từ từ xuất hiện khi các Châu Hướng đạo địa phương, huynh trưởng và Hướng đạo sinh làm việc với nhau để đối mặt với vấn đề các cậu bé lớn tuổi. Đó là việc tìm cách cho Hướng đạo tiếp tục vào lứa tuổi thanh niên. Đầu năm 1928 có vài Tráng đoàn được nghe nói đến ở Seattle, Detroit, Toledo và các nơi khác. Đặc biệt chương trình đã phát triển nhanh tại New England khoảng năm 1929 nhờ những nỗ lực của Robert Hale người đã cho ra đời một quyển sách nhỏ Tráng sinh Hướng đạo đầu tiên. Vào năm 1932, có 36 Tráng đoàn thí nghiệm chính thức trong đó 27 đoàn ở 15 Châu Hướng đạo vùng New England. Cuối cùng vào tháng 5 năm 1933 Ban Hành chánh Quốc gia chấp thuận chương trình và khởi sự các kế hoạch phát triển các văn hóa phẩm và hỗ trợ các huynh trưởng. Một số Trại Họp bạn Hướng đạo Tráng sinh cũng được tổ chức trong thời kỳ này.
Để đẫy mạnh hỗ trợ sự khởi đầu ngành Tráng trong Hội Nam Hướng đạo Mỹ (BSA), khóa Bằng Rừng đầu tiên được tổ chức tại Hoa Kỳ là một khóa Bằng Rừng Tráng sinh Hướng đạo được huynh trưởng Anh là John Skinner Wilson hướng dẫn.
Ngành Tráng là để phục vụ ngành lớn tuổi nhất trong Hướng đạo, là giai đoạn cuối của huấn luyện Hướng đạo mà khởi đầu là ngành Ấu tiếp theo là ngành Thiếu và đạt được kết quả sau khi qua ngành Tráng này.

### Suy yếu
Chương trình chưa bao giờ lan rộng lắm trong Hội Nam Hướng đạo Mỹ (BSA). Văn phòng Quốc gia cũng không có quảng bá nhiều về nó mà chỉ chú trọng vào việc thúc đẩy các chương trình lớn tuổi khác như Hải Hướng đạo và Kha sinh (Explorer Scouts sau đó đổi tên thành Venturers). Nếu nói hết về ngành Tráng này (Rovers) thì chỉ cần vài đoạn ngắn hoặc 1 trang hoặc hai. Khi Chiến tranh thế giới thứ nhất làm chậm sự khởi đầu của ngành Tráng tại Vương quốc Anh,Chiến tranh thế giới thứ hai gây nhiều khó khăn tương tự cho ngành Tráng tại Hoa Kỳ khi nhiều thanh niên độ tuổi Tráng sinh phải chiến đấu cho quốc gia của họ ở hải ngoại. Nền kinh tế trì trệ trong Đại Khủng hoảng cũng gây cản trở đến sự phát triển của ngành Tráng.
Vào thời gian tái đặt khái niệm về Hướng đạo lớn tuổi năm 1949, Hội Nam Hướng đạo Mỹ chỉ công nhận 1.329 Tráng sinh.  Năm 1952, Hội Nam Hướng đạo Mỹ quyết định ngưng không cho đăng ký thêm Tráng đoàn mới nào nữa.  Năm 1953, chi có 691 Thiếu sinh được chính thức công nhận là Tráng sinh; sau năm đó, Tráng sinh được đếm chung với Kha sinh (Explorers). Năm 1965, khi có các thay đổi khác xảy ra trong các chương trình dành cho lớn tuổi, Văn phòng Quốc gia ngưng tái đăng ký các Tráng đoàn. Các Tráng đoàn tiếp tục tồn tại là vì họ tái đăng ký như Kha đoàn (Exploring) nhưng tiếp tục sử dụng chương trình của ngành Tráng.
Trong số các Tráng đoàn nổi tiếng nhất là Tráng đoàn B-P có nhiều ảnh hưởng tại Glasgow, Kentucky đã tiếp tục chương trình Tráng sinh Hướng đạo từ thập niên 1950 đến năm 2000. Tráng đoàn B-P là công cụ khởi sự các Tráng đoàn khác như Tráng đoàn Kudu ở Bardstown, Kentucky và Tráng đoàn Diamond Willow ở Melrose Park (Vùng Chicago), Illinois. Tráng đoàn B-P cũng tổ chức Trại Họp bạn Tráng sinh được quốc tế đáng giá tốt từ năm 1953 đến 1999. Tráng đoàn Diamond Willow tổ chức ba kỳ họp mặt Tráng sinh, lần đầu tại Herrick Lake, Illinois và lần vừa qua tại Trại To Pe Ne Be gần Michigan City, Indiana. Các lần họp mặt Tráng sinh có sự tham gia của các Tráng sinh nguyên thủy (Rovers), Kha sinh Hoa Kỳ (Venturers), và Kha sinh Canada (Explorer) từ Illinois, Kentucky, Wisconsin, Indiana, Ontario, và Quebec.
Hiện nay, Tráng sinh nguyên thủy ở Hoa Kỳ đang tập họp lại trong hình thức Hội Tráng sinh Hoa Kỳ và không liên hiệp với Hội Nam Hướng đạo Mỹ. Nhóm Hướng đạo sinh Mỹ này tận tụy cống hiến để làm sống dậy lịch sử và truyền thống ngành Tráng nguyên thủy.  Cũng có một số Kha đoàn (Venture Crews) của Hội Nam Hướng đạo Mỹ theo chương trình Tráng nguyên thủy và nhiệt tâm trong các hoạt động thám hiểm cao cấp ngoài trời và Hướng đạo quốc tế.

## Tráng sinh tại các quốc gia
Ngành Tráng nguyên thủy vươn tới các quốc gia khác sau khi được khởi sự tại Vương quốc Anh năm 1918 mặc dù hiện nay nó không còn tồn tại ở Vương quốc Anh - được thay thế bằng ngành Kha (Explorers) và một ngành Tráng mới (Explorer Network). Ngày nay, ngành Tráng vẫn còn là một phần quan trọng của Hướng đạo tại nhiều quốc gia châu Âu, các nước trong Khối Thịnh vượng chung Anh như Canada, Úc, New Zealand, Nam Phi, Ấn Độ, Singapore và Hồng Kông, khắp Trung Mỹ và Nam Mỹ, Trung Đông và tại nhiều quốc gia khác như Ái Nhĩ Lan, Nhật Bản, Trung Hoa Dân Quốc,Thái Lan và Triều Tiên. Đặc biệt là Tráng sinh New Zealand tổ chức Trại Họp bạn Tráng sinh Quốc gia hàng năm vào cuối tuần Lễ Phục sinh và tiếp đón trọng thể các đoàn Tráng sinh quốc tế đến tham dự.
Ngành Tráng Hướng đạo tiếp tục trong các binh sĩ thời Chiến tranh thế giới thứ hai, thậm chí ngay trong trại Tù binh Chiến tranh. Các dấu vết còn lại của Tráng đoàn tại Changi (Singapore) gồm có cờ đoàn đã được cất giữ; hiện nay các kỷ vật đó được giữ tại Trung tâm Di sản Hướng đạo của Hội Hướng đạo Úc ở Victoria.

## Họp bạn quốc tế
Trong khi ngành Thiếu sinh có Trại Họp bạn Hướng đạo Thế giới, ngành Tráng có Trại Họp bạn Tráng sinh Hướng đạo Thế giới. Lần đầu được tổ chức tại Trung tâm Hướng đạo Kandersteg, Thụy Sĩ năm 1931.
- Trại Họp bạn Tráng sinh Thế giới lần thứ 1     1931   Kandersteg, Thụy Sĩ
- Trại Họp bạn Tráng sinh Thế giới lần thứ 2     1935   Ingaro, Thụy Điển
- Trại Họp bạn Tráng sinh Thế giới lần thứ 3     1939   Monzie, Scotland
- Trại Họp bạn Tráng sinh Thế giới lần thứ 4     1949   Skjak, Na Uy
- Trại Họp bạn Tráng sinh Thế giới lần thứ 5     1953   Kandersteg, Thụy Sĩ
- Trại Họp bạn Tráng sinh Thế giới lần thứ 6     1957   Sutton Coldfield, Vương quốc Anh
- Trại Họp bạn Tráng sinh Thế giới lần thứ 7     tháng 12 năm 1961 đến tháng 1 năm 1962   Melbourne, Úc
- Trại Họp bạn Tráng sinh Thế giới lần thứ 8     tháng 12 năm 1990 đến tháng 1 năm 1991   Melbourne, Úc
- Trại Họp bạn Tráng sinh Thế giới lần thứ 9     tháng 7 năm 1992   Kandersteg, Thụy Sĩ
- Trại Họp bạn Tráng sinh Thế giới lần thứ 10    tháng 7 năm 1996   Ransåter, Thụy Điển
- Trại Họp bạn Tráng sinh Thế giới lần thứ 11    tháng 7 năm 2000   Mexico
- Trại Họp bạn Tráng sinh Thế giới lần thứ 12    tháng 7 đến tháng 8 năm 2004   Hualien, Đài Loan
- Trại Họp bạn Tráng sinh Thế giới lần thứ 13    ??